# Tefta Tashko Koço
Tefta Tashko Koço (AFI: [tɛfˈta taʃˈkɔ kɔtˈʃɔ]; al-Fayyum, 2 novembre 1910 – Tirana, 22 dicembre 1947) è stata un soprano albanese, soprannominata "usignolo albanese".

## Biografia
Nacque il 2 novembre 1910 ad al-Fayyum, nel Chedivato d'Egitto dell'Impero britannico, in una famiglia albanese da Athanas Tashko, originario di Frashër nonché figura di spicco della diaspora albanese, ed Eleni Zografi, figlia del patriota Pandeli Zografi, come ultima di sei figli; tra i suoi fratelli maggiori ebbe Koço e Gaqo. Dopo la morte del padre nel 1915, la famiglia si trasferì a Coriza nel 1921, dove iniziò a scoprire il suo talento musicale; partecipò a diversi spettacoli sia in gruppo, insieme tra gli altri a Jorgjia Filçe Truja, sia come solista.
Nel 1927, insieme alla famiglia, si stabilì a Montpellier, in Francia, dove studiò presso il locale conservatorio, passando poi al Conservatoire de Paris dove ebbe tra i suoi maestri André Gresse, Eustase Thomas-Salignac e George Wague; nel settembre 1931 partecipò ad un concorso del conservatorio interpretando la Madama Butterfly di Giacomo Puccini e fu selezionata tra 127 candidati, collocandosi tra i primi 17 ammessi. Incise le sue prime canzoni nel 1930 per l'etichetta Pathé col gruppo iso-polifonico di Neço Muko.
Tornò a Coriza nel 1935, riscuotendo un ampio successo e preformando in concerti nelle maggiori città del paese tra cui Tirana, Scutari, Durazzo, Elbasan, Valona e Berat. Durante questi concerti fu accompagnata prima dal pianista Tonin Guraziu e poi da Lola Gjoka; donò spesso i proventi dei suoi concerti ai poveri e alle famiglie colpite dalla seconda guerra mondiale. Insegnò anche al liceo artistico, dovendo tuttavia abbandonare l'insegnamento per un cancro diagnosticato nel 1937. In quello stesso anno conobbe il baritono Kristaq Koço, che sposò nel 1940 e dal quale ebbe un figlio, Eno, divenuto poi direttore d'orchestra e musicologo, e incise alcune canzoni per la Columbia in Italia.

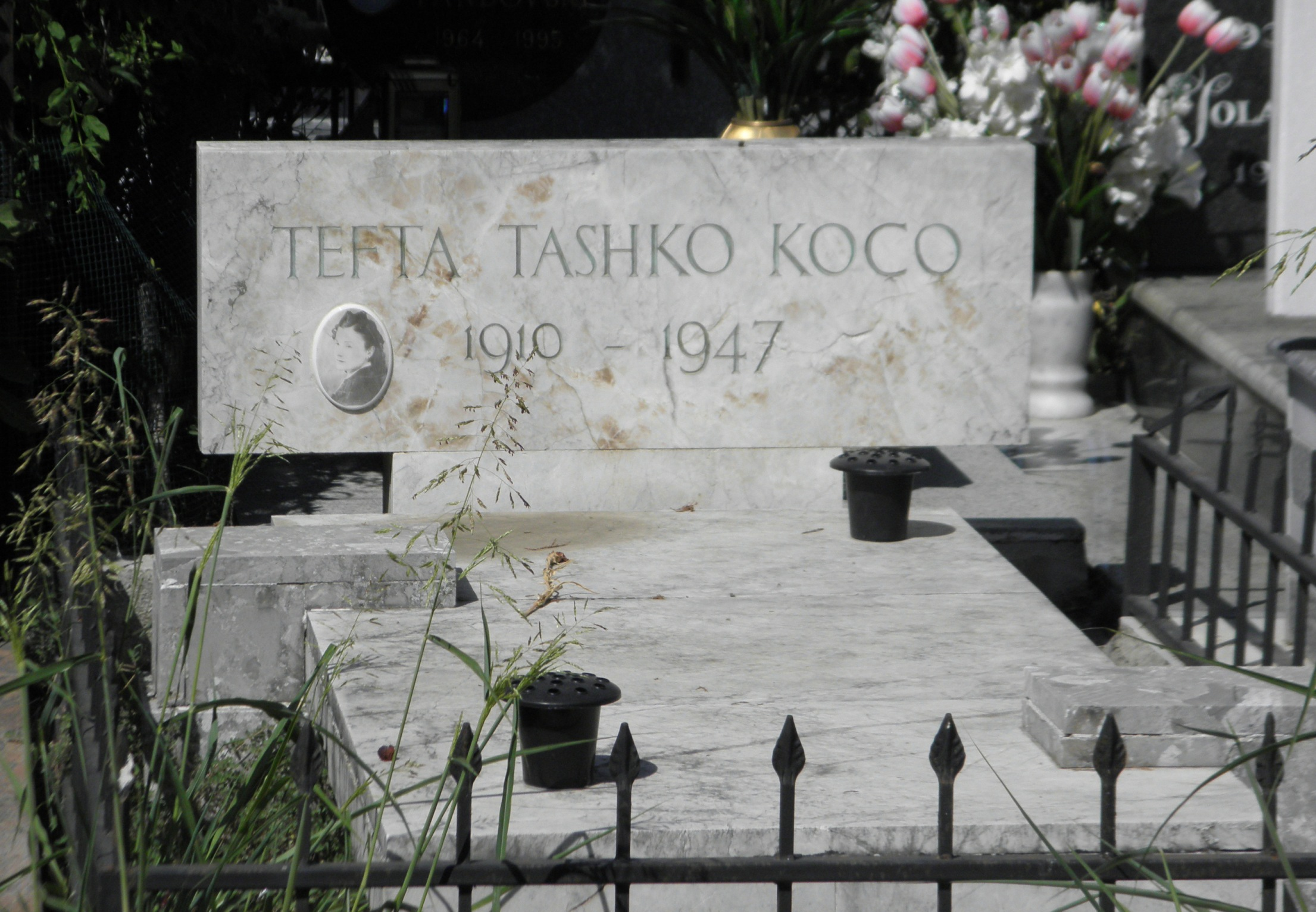
La tomba di Tefta Tashko Koço a Sharrë.

Ricoverata in ospedale nel 1946 per l'aggravarsi delle sue condizioni di salute, morì intorno alla mezzanotte del 22 dicembre 1947 a Tirana. È stata poi sepolta a Sharrë, presso Vaqarr.
È stata insignita postuma del titolo di Artista del popolo e presso il Museo storico nazionale di Tirana è stata allestita una sala in suo onore; la capitale albanese gli ha inoltre dedicato una strada. Nel 2002 è stato emesso un francobollo in suo onore da 50 lekë nella serie prominenti artisti albanesi. Su di lei sono stati realizzati postumi un documentario biografico, Këndon Tefta Tashko Koço (1973), diretto da Marianthi Xhako, e un film sulla sua storia d'amore con Kristaq Koço (2023), diretto da Ylli Pepo.